# Alhendín
Alhendín es una localidad y municipio español situado en la parte meridional de la comarca de la Vega de Granada, en la provincia de Granada, comunidad autónoma de Andalucía. Limita con los municipios de Las Gabias, Churriana de la Vega, Armilla, Ogíjares, Villa de Otura, Padul, Jayena, Agrón, Escúzar y La Malahá. Cuenta con una población de 10 399 habitantes (INE 2024). Por su término discurre el río Dílar.
El municipio alhendinense es una de las treinta y cuatro entidades que componen el Área Metropolitana de Granada, y comprende el núcleo de población de Alhendín —capital municipal— así como las urbanizaciones de Los Arenales, Los Llanos, La Masía, El Salado y Sueños de Cadima. Cabe destacar que una pequeña zona del núcleo de Armilla, sobre la avenida de la Diputación, pertenece al término de Alhendín.

## Símbolos
El municipio de Alhendín cuenta con un escudo y bandera propios, aunque no están oficializados conforme a la normativa autonómica. La Ley 6/2003, de 9 de octubre, de Símbolos, tratamientos y registro de las Entidades Locales de Andalucía regula la adopción, modificación, rehabilitación, uso y protección de los escudos heráldicos y banderas de todas las entidades locales de la comunidad, y establece la obligatoriedad de inscribirlos en el registro que tiene la Consejería de Justicia, Administración Local y Función Pública a efectos de darles presunción de legalidad y validez.
Al no haber sido nunca inscritos el escudo ni la bandera de Alhendín en ese sitio, denominado Registro Andaluz de Entidades Locales (RAEELL), carece de oficialidad, aunque esta circunstancia alegal no evita su uso generalizado por parte del consistorio, asociaciones del municipio y otras administraciones públicas.

### Escudo
El blasón que viene usando el municipio tiene la siguiente descripción:

Cuartelado. Primero, de azur (azul), torre de oro (amarillo), mazonada de sable (negro) y aclarada de azur. Segundo, de plata (blanco), monte de oro surmontado de anagrama mariano de oro. Tercero, de plata, diez roeles de azur. Cuarto, de oro, granada de sinople (verde) rajada de gules (rojo). Bordura de gules con ocho sotueres de oro. Al timbre, corona real cerrada.

### Bandera
La enseña que viene usando el municipio tiene la siguiente descripción:

Bandera rectangular de proporciones 2:3 con una banda blanca que va desde el extremo superior al asta hasta el inferior al batiente. El triángulo superior de color azul y el inferior verde. Al centro el escudo municipal.

## Historia
Los restos arqueológicos encontrados en el municipio que datan de tiempos prehistóricos atestiguan los orígenes de Alhendín. De la época romana de Alhendín también hay restos de sus habitantes. Bajo la dominación musulmana se construyó una fortaleza que en la actualidad coexiste camuflada con otras construcciones posteriores.
Su estratégica posición le permitió el control directo sobre la vía de comunicación entre la Vega y el Valle de Lecrín, haciendo de Alhendín un lugar de poblamiento continuado, sobre todo en la época musulmana.
En la actualidad es una población que participa de las actividades industriales, comerciales y de servicios de la capital granadina.

## Geografía

### Situación
Integrado en la comarca de la Vega de Granada, se encuentra situado a 9 kilómetros de la capital provincial, a 101 de Jaén, a 156 de Almería y a 296 de Murcia. El término municipal está atravesado por la autovía GR-30 —Circunvalación de Granada— y A-44, que conecta el interior peninsular con la Costa Granadina.
| Noroeste: Las Gabias       | Norte: Las Gabias, Churriana de la Vega y Armilla | Nordeste: Armilla y Ogíjares    |
| Oeste: La Malahá y Escúzar |                                                   | Este: Ogíjares y Villa de Otura |
| Suroeste: Agrón            | Sur: Jayena                                       | Sureste: Padul                  |

### Clima
El clima de Alhendín es de tipo mediterráneo continentalizado: fresco en invierno, con abundantes heladas; y caluroso en verano, con máximas sobre los 35 °C. La oscilación térmica es grande durante todo el año, superando muchas veces los 20 °C en un día. Las lluvias, ausentes en verano, se concentran en el invierno y son escasas durante el resto del año.
| Parámetros climáticos promedio de Alhendín            | Parámetros climáticos promedio de Alhendín | Parámetros climáticos promedio de Alhendín | Parámetros climáticos promedio de Alhendín | Parámetros climáticos promedio de Alhendín | Parámetros climáticos promedio de Alhendín | Parámetros climáticos promedio de Alhendín | Parámetros climáticos promedio de Alhendín | Parámetros climáticos promedio de Alhendín | Parámetros climáticos promedio de Alhendín | Parámetros climáticos promedio de Alhendín | Parámetros climáticos promedio de Alhendín | Parámetros climáticos promedio de Alhendín | Parámetros climáticos promedio de Alhendín |
| Mes                                                   | Ene.                                       | Feb.                                       | Mar.                                       | Abr.                                       | May.                                       | Jun.                                       | Jul.                                       | Ago.                                       | Sep.                                       | Oct.                                       | Nov.                                       | Dic.                                       | Anual                                      |
| ----------------------------------------------------- | ------------------------------------------ | ------------------------------------------ | ------------------------------------------ | ------------------------------------------ | ------------------------------------------ | ------------------------------------------ | ------------------------------------------ | ------------------------------------------ | ------------------------------------------ | ------------------------------------------ | ------------------------------------------ | ------------------------------------------ | ------------------------------------------ |
| Temp. máx. media (°C)                                 | 13.0                                       | 15.3                                       | 18.6                                       | 20.1                                       | 24.6                                       | 30.0                                       | 34.4                                       | 33.9                                       | 29.4                                       | 22.7                                       | 17.2                                       | 13.5                                       | 22.7                                       |
| Temp. media (°C)                                      | 6.7                                        | 8.5                                        | 11.0                                       | 12.8                                       | 16.8                                       | 21.4                                       | 24.8                                       | 24.5                                       | 20.9                                       | 15.5                                       | 10.7                                       | 7.6                                        | 15.1                                       |
| Temp. mín. media (°C)                                 | 0.3                                        | 1.8                                        | 3.4                                        | 5.6                                        | 9.0                                        | 12.9                                       | 15.2                                       | 15.0                                       | 12.4                                       | 8.2                                        | 4.2                                        | 1.8                                        | 7.5                                        |
| Precipitación total (mm)                              | 41                                         | 38                                         | 30                                         | 38                                         | 28                                         | 17                                         | 4                                          | 3                                          | 16                                         | 42                                         | 48                                         | 53                                         | 357                                        |
| Fuente: Agencia Estatal de Meteorología, España (ed.) |                                            |                                            |                                            |                                            |                                            |                                            |                                            |                                            |                                            |                                            |                                            |                                            |                                            |

## Demografía
Alhendín cuenta con una población de 10 399 habitantes (INE 2024), que se distribuyen de la siguiente manera:
| Unidad poblacional | Hab. |
| ------------------ | ---- |
| Alhendín           | 8754 |
| diseminado         | 1187 |
| TOTAL              | 9941 |

### Evolución de la población
| Gráfica de evolución demográfica de Alhendín entre 1842 y 2021                                                      |
| |
| Población de derecho según los censos de población del INE Población de hecho según los censos de población del INE |

## Economía

### Evolución de la deuda viva municipal
El concepto de deuda viva contempla sólo las deudas con cajas y bancos relativas a créditos financieros, valores de renta fija y préstamos o créditos transferidos a terceros, excluyéndose, por tanto, la deuda comercial.
| Gráfica de evolución de la deuda viva del Ayuntamiento de Alhendín entre 2008 y 2024                |
| |
| Deuda viva del Ayuntamiento de Alhendín, en miles de euros, según datos del Ministerio de Hacienda. |

## Administración y política
Los resultados en Alhendín de las últimas elecciones municipales, celebradas en mayo de 2023, son:
| Elecciones Municipales - Alhendín (2023) | Elecciones Municipales - Alhendín (2023)     | Elecciones Municipales - Alhendín (2023) | Elecciones Municipales - Alhendín (2023) | Elecciones Municipales - Alhendín (2023) |
| Partido político                         | Partido político                             | Votos                                    | Votos                                    | Concejales                               |
| ---------------------------------------- | -------------------------------------------- | ---------------------------------------- | ---------------------------------------- | ---------------------------------------- |
|                                          | Partido Popular (PP)                         | 2651                                     | 63,36 %                                  | 9                                        |
|                                          | Partido Socialista Obrero Español (PSOE)     | 1023                                     | 24,45 %                                  | 3                                        |
|                                          | Vox                                          | 279                                      | 6,67 %                                   | 1                                        |
|                                          | Alhendín Unida Para la Gente (PARA LA GENTE) | 167                                      | 3,99 %                                   | 0                                        |